# Târnăvița (okręg Hunedoara)
Târnăvița – wieś w Rumunii, w okręgu Hunedoara, w gminie Brănișca. W 2011 roku liczyła 186 mieszkańców.